# De Grey
De De Grey is een rivier in de regio Pilbara in West-Australië.

## Geschiedenis
De Aborigines van de Gnarla en Nyamal taalgroepen waren de oorspronkelijke bewoners van het stroomgebied van de De Grey. In 1861 verkende Francis Thomas Gregory het noordwesten van West-Australië. Hij vernoemde de rivier naar Thomas de Grey, 2e graaf de Grey, voorzitter van de Royal Geographical Society in 1859-60. Een van de financiers van zijn expeditie, Walter Padbury, vestigde het eerste schapenstation van het noordwesten aan de monding van de De Grey in 1863, na Gregory's positieve bevindingen over de geschiktheid van het gebied voor de veeteelt.

## Geografie
De rivier De Grey ontstaat aan de samenvloeiing van de rivieren Nullagine en Oakover en stroomt in noordwestelijke richting. Ze mondt via de Breaker-inham uit in de Indische Oceaan, ongeveer 80 kilometer ten noorden van Port Hedland. De rivier stroomt door eenentwintig semi-permanente waterpoelen :
- Wongawobbin Pool (122m)
- Yukerakine Pool (121m)
- Coolcoolinnarriner Pool (90m)
- Muccanoo Pool (87m)
- Mooragoordina Pool (76m)
- Madabarina Pool (70m)
- Pirinooning Pool (61m)
- Mingdie Pool (54m)
- Talyirina Pool (50m)
- Mulyie Pool (48m)
- Coogeenariner Pool (43m)

- Carleecarleethong Pool (43m)
- Woorabardaree Pool (37m)
- Wardoomoondener Pool (35m)
- Nardeegeecarbilin Pool (22m)
- Triangle Pool (20m)
- Coolenar Pool (17m)
- Tintawarmnyah Pool (17m)
- Ginderwoorener Pool (16m)
- Marloo Pool (15m)
- Salt Pool (8m)

De De Grey wordt gevoed door elf waterlopen:
- Oakover (126m)
- Nullagine (122m)
- Miningarra Creek(108m)
- Eel Creek (99m)
- Kookenyia Creek (88m)
- Coonieena Creek (88m)
- Egg Creek(73m)
- Coongan (46m)
- Pear Creek (36m)
- Shaw (24m)
- East Strelley (16m)